# Paul Mauch
Paul Mauch (8 maggio 1897 – 15 luglio 1924) è stato un calciatore tedesco, di ruolo portiere.